# Veganstvo
Veganizam (veganstvo) je etički pokret za ukidanje bilo kakve vrste eksploatacije životinja i njihovu upotrebu za ishranu, materijal za odevanje (koža, krzno), laboratorijsko testiranje ili zabavu (cirkusi, zoološki vrtovi, reklamni spotovi, audiovizuelni mediji, itd.) U skladu s etikom koju zastupaju, vegani i veganke ne jedu meso, ribu, morske plodove, kao ni jaja, mleko, mlečne proizvode, med niti nose stvari od krzna, vune, kostiju, kože, korala, bisera niti bilo kojih drugih materijala životinjskog porekla. Takođe ne upotrebljavaju proizvode testirane na životinjama.
U praksi, postoji velika terminološka konfuzija između veganizma i vegetarijanstva. Osnovna razlika između veganizma i vegetarijanstva jeste u tome što je veganizam etički stav (a ne način ishrane, niti način poboljšanja zdravlja itd.), dok je vegetarijanizam isključivo način ishrane koji se obično preduzima radi poboljšanja zdravlja. Veganska ishrana takođe se može nazvati i striktna vegetarijanska ishrana, zato što isključuje bilo kakve proizvode životinjskog porekla, za razliku od vegetarijanske ishrane koja može uključivati mleko i mlečne proizvode, kao i med jaja (ovo-lakto vegetarijanstvo) ili čak i ribu i morske plodove (piscivegetarijanstvo).
Veganizam je usko povezan sa aktivizmom i borbom za prava svih životinja.
Glavni razlozi za ovaj pokret jesu etički, ekološki i zdravstveni.

## Etika
Najbitniji razlog za ovakav način života jeste sprečavanje zlostavljanja, eksploatacije i ubijanja životinja.

### Meso
Vegani smatraju da svako živo biće ima pravo na život, i zbog toga ne konzumiraju meso. Životinje u industriji mesa žive u vrlo lošim uslovima - vrlo mali prostor, gde često ne mogu da se kreću. Radnici se vrlo često okrutno ophode prema životinjama, što je dokumentovano na brojnim snimcima. Napokon, životinje se ubijaju, često na bolne načine. Vegani smatraju da ne postoji humani način da se oduzme život živom biću koje želi da živi.

### Mleko
Vegani takođe ne kupuju mleko i mlečne proizvode zbog okrutnosti mlečne industrije. Krave mleko proizvode samo kada imaju tele, pa se zbog toga krave veštački osemenjuju. Nakon što se rodi tele, nakon samo nekoliko dana odvajaju ga od majke, kako bi mleko moglo biti uzeto. Krave mogu ostvariti snažne emotivne veze, i pate za svojim teletom danima. Teletu se bez anestezije otklanjaju začeci rogova. U zavisnosti od pola teleta, ono se ili prodaje za meso (muško tele) ili se uzgaja za mlečnu industriju (žensko tele). Preko 30% krava u industriji mleka dobiju, zbog prekomerne muže, oboljenja vimena kao što je mastitis. Krave u industriji žive u proseku oko 8 godina, iako im je životni vek oko 25 godina.

### Jaja
Muški pilići se po rođenju ubijaju, zato što nisu od koristi industriji jaja. To se izvršava ili gušenjem pilića gasom ili ubacivanjem pilića u macerator. Kokoške se često drže u takozvanim baterija kavezima (engl. Battery cages), gde nemaju prostora za osnovne životne potrebe. Kako ne bi došlo do međusobnog kljucanja, bez anestezije im se odseca deo kljuna. Takođe, domaća kokoška, koja nosi oko 200 jaja godišnje, vodi poreklo od crvene divlje kokoške, koja je nosila oko 15 jaja godišnje. Kokoške su selektivno uzgajane da nose više jaja, pa često dolazi do raznih oboljenja i deficita.

## Zdravlje
Veganska ishrana, iako često osporavana, smatra se vrlo kvalitetnom za sve uzraste i faze života. Uz dobro planiranje, veganska ishrana je preporučena od strane više zdravstvenih organizacija. Pokazano je da je veganska ishrana zdravija od ishrane sa životinjskim proizvodima, kao i da smanjuje rizik od pojavljivanja određenih bolesti, međutim vegani velikom većinom imaju nedostatak vitamina B12, koji se može naći isključivo u proizvodima životinjskog porijekla. Često je prisutan i nedostatak cinka i gvožđa kojih jako malo ima u veganskim namirnicama.

### Rak
Kod vegana je primećen manji rizik od kancera, kao i specifično od nekih kao što su gastro-intestinalni, rak debelog creva, rak dojke, rak prostate. Visok holesterol je povezan sa rakom prostate, rakom debelog creva, rakom dojke, rakom stomaka, rakom pluća, rakom jetre, pa je veganska ishrana vrlo preporučljiva, s obzirom na nizak nivo holesterola kod vegana.

### Dijabetes
Veganski način ishrane smanjuje rizik od dijabetesa (tip II), i pomaže tretiranju istog..

### Kardiovaskularna oboljenja
Veganska dijeta je takođe povezana sa zaštitom od srčanih oboljenja (usled smanjenog unosa holesterola).

### Osteoporoza
Iako se mleko smatralo dobrim za kosti i sprečavanje osteoporoze, dokazano je da mleko zapravo ima kontra-efekat. Proteini životinjskog porekla imaju lošiji uticaj na zdravlje kostiju u odnosu na proteine biljnog porekla. Vegani unose kalcijum kroz biljna mleka obogaćena kalcijumom, obogaćenu hranu, tofu, kelj, brokoli itd.

### Metabolizam
Vegani imaju povišen unos vlakana, pa zbog toga i bolje varenje. Smanjena je mogućnost konstipacije.

## Ekološki uticaj
Veganski način života ima mnogo manji negativni uticaj na životnu sredinu. Prelazak na biljnu ishranu bi mogao smanjiti emisiju gasova staklene bašte za 29-70% u odnosu na predviđene vrednosti za 2050. godinu.

### Globalno zagrevanje
Industrija životinja zaslužna je za 18% emisije gasova staklene bašte, više od emisije svih prevoznih sredstava zajedno. Metan koji krave proizvode je 25-100 puta štetniji u odnosu na ugljen-dioksid za period od 20 godina. Domaće životinje su zaslužne za 65% otpuštenog azot-suboksida, gasa staklene bašte koji ima 296 puta veći uticaj na globalno zagrevanje u odnosu na ugljen-dioksid, i ostaje u atmosferi 150 godina.

### Potrošnja vode
Uzgajanje životinja zaslužno je za 20-30% globalne potrošnje vode. Za kilogram proteina iz životinjskih izvora potrebno je 1.5 puta više vode nego iz mahunarki.
Za 1 kg žitarica treba oko 1000 L vode, dok je za 1 kg mesa (govedine) potrebno 43000 L. Za 1 L mleka potrebno je oko 1000 L vode,a za 10 jaja potrebno je oko 2000-3000 L vode.

### Zemljište
Uzgajanje životinja koristi 45% zemljišta na planeti.

### Deforestacija
Uzgajanje životinja zaslužno je za 91% deforestacije Amazonske prašume.

## Ishrana
Veganska ishrana može biti vrlo raznovrsna. Glavnih 5 grupa hrane jesu voće, povrće, žitarice, mahunarke i orašasti plodovi. Pored ovih 5 kategorija, treba uneti i B12, kalcijum kroz ojačanu hranu kao i masti iz voća.

### Proteini
Vegani proteine unose kroz mahunarke, kao što su pasulj (21 g proteina), sočivo (9 g), leblebije (9 g), soja i proizvode od soje kao što su tofu i tempeh, kao i kroz razne zamene za meso (seitan). Nasuprot pogrešnom mišljenju velikog broja ljudi, proteini iz biljnih izvora imaju kompletan profil, to jest sve potrebne aminokiseline.

### Vitamin B12
Vitamin B12 se ne može uneti kroz biljnu ishranu, pa se suplementira, ili na dnevnom ili na nedeljnom nivou. Zapravo, ni životinje, ni ljudi ni biljke nisu u stanju da samostalno proizvedu vitamin B12. Jedino su bakterije sposobne da ga sintetišu, i te bakterije se nalaze obično u zemlji koje biljojedi unose sa zemljom dok pasu travu. Životinje u industriji mesa koje nikad ne pasu, dobijaju vitamin B12 takođe u vidu suplementa koji se dodaje u njihovu hranu. Sintetisanje vitamina B12 se odvija u crevima.

### Gvožđe
Gvožđa ima u raznom povrću, kao što je brokoli i spanać, kao i u sočivu, leblebijama, pasulju, tofuu, čia semenu.

### Kalcijum
Kalcijum se unosi kroz razno povrće, tofu, kao i kroz hranu i biljna mleka ojačana kalcijumom. Biljna mleka proizvode se od soje, badema, ovsa, itd.

## Poznati vegani
| Ime             | Zanimanje |
| --------------- | --------- |
| Ariana Grande   | pevačica  |
| Majli Sajrus    | pevačica  |
| Alisa Vajt-Gluz | pevačica  |
| Eliot Pejdž     | glumica   |
| Lijam Hemsvort  | glumac    |
| Vudi Harelson   | glumac    |
| Mobi            | pevač     |
| Evana Linč      | glumica   |
| Hoakin Feniks   | glumac    |
| Majim Bjalik    | glumica   |
| Džoan Džet      | pevačica  |
| Morisej         | pevač     |
| Stivi Vonder    | pevač     |
| Pamela Anderson | glumica   |
| Piter Dinklidž  | glumac    |
| Pol Makartni    | pevač     |
| Džejms Kameron  | reditelj  |

## Spoljašnje veze
- Vegan.org
- Vegan Society (UK)
- Cowspiracy Facts
- Vegani bodibilderi
- People for the Ethical Treatment of Animals